# Gösta Serlachius konststiftelse
Gösta Serlachius konststiftelse grundades 1933 av Gösta Serlachius i Mänttä. Den är baserad på Gustaf Serlachius och Gösta Serlachius konstsamlingar.
Konststiftelsen driver Serlachiusmuseerna i Mänttä:
- Gustaf, industri- och kulturmuseum
- Gösta, konstmuseum

Gösta Serlachius konstmuseums samlingar är en av de mest betydande privata konstsamlingarna i Norden.